# (7858) Bolotov
Pour les articles homonymes, voir Bolotov.
(7858) Bolotov est un astéroïde de la ceinture principale.

## Description
(7858) Bolotov est un astéroïde de la ceinture principale. Il fut découvert le 26 septembre 1978 à Naoutchnyï par Lioudmila Jouravliova. Il présente une orbite caractérisée par un demi-grand axe de 2,47 UA, une excentricité de 0,21 et une inclinaison de 4,2° par rapport à l'écliptique.

## Compléments